# Sabphora kuccharonis
Sabphora kuccharonis är en insektsart som beskrevs av Matsumura 1942. Sabphora kuccharonis ingår i släktet Sabphora och familjen spottstritar. Inga underarter finns listade i Catalogue of Life.